# Костюбинский сельский округ
Костюби́нский се́льский окру́г (каз. Қостобе ауылдық округі) — административная единица в составе Байзакского района Жамбылской области Казахстана.
Административный центр — село Талас.

## История
В 1989 году существовал как Костюбинский сельсовет, в составе трёх населённых пунктов: Талас (административный центр), Головановка, Казпосёлок (ныне — один из массивов Тараза).
Постановлением Пpезидиума Веpховного Совета Республики Казахстан от 4 мая 1993 года «Об упоpядочении тpанскрибиpования на pусском языке казахских топонимов, наименовании и пеpеименовании отдельных администpативно-теppитоpиальных единиц Республики Казахстан», — село Головановка было переименовано в село Костобе.
В периоде 1991—1998 годов сельсовет был преобразован в сельский округ в соответствии с реформами административно-территориального устройства Республики Казахстан.

## Население
| Численность населения | Численность населения | Численность населения |
| 1989                  | 1999                  | 2009                  |
| --------------------- | --------------------- | --------------------- |
| 6056                  | ↘4048                 | ↗4474                 |

## Состав
| № | Населённый пункт | Тип населённого пункта       | Население, 1989 | Население, 1999 | Население, 2009 |
| - | ---------------- | ---------------------------- | --------------- | --------------- | --------------- |
| 1 | Казпосёлок       | село, передано               | 2 367           | —               | —               |
| 2 | Костобе          | село                         | 1 399           | ↗1 511          | ↗1 553          |
| 3 | Талас            | село, административный центр | 2 290           | ↗2 537          | ↗2 921          |